# گای ریچی
گای ریچی (به انگلیسی: Guy Ritchie) (زاده ۱۹۶۸) کارگردان، تهیه‌کننده و فیلمنامه‌نویس انگلیسی تبار است. آثار او شامل فیلم‌های گانگستری بریتانیایی و فیلم‌های شرلوک هولمز با بازی رابرت داونی جونیور است. ریچی بیشتر برای کارگردانی فیلم‌هایی مانند قاپ‌زنی، قفل، انبار و دو بشکه باروت، راکنرولا و شرلوک هلمز شناخته می‌شود.
ریچی بعد از اینکه فیلم بوچ کسیدی و ساندنس کید را در بچگی دید تصمیم گرفت که در آینده فیلم‌ساز شود. ریچی هیچ تحصیلات آکادمیکی در زمینهٔ فیلم‌سازی نداشته و تحصیل را خسته‌کننده می‌دانسته. گای ریچی به‌عنوان فیلم‌سازی صاحب‌سبک شناخته می‌شود. فیلم‌های ریچی پر از صحنه‌های پرالتهاب و همراه با دیالوگ‌های منحصربه‌فردی است که خشونت و طنز را با هم می‌آمیزد.
در سال ۲۰۰۰، گای ریچی با خواننده و بازیگر پاپ آمریکایی، مدونا، در قصر اسکیبوی اسکاتلند ازدواج کرد. آنها صاحب یک فرزند به نام روکو جان ریچی شدند که در ۱۱ اوت ۲۰۰۰ در لس‌آنجلس متولد شد و یک پسر مالاویایی به نام دیوید را نیز به فرزندخواندگی پذیرفتند. در سال پانزدهم اکتبر ۲۰۰۸ رسانه‌های بریتانیایی خبر از جدایی گای و مدونا دادند و این خبر توسط سخنگوی این دو نفر تأیید شد.

## فیلم‌شناسی

### سینما
| سال  | فیلم                       | توضیحات                      | نقش      | نقش       | نقش          |
| ---- | -------------------------- | ---------------------------- | -------- | --------- | ------------ |
| ۱۹۹۵ | مورد سخت                   | فیلم کوتاه                   | کارگردان |           | نویسنده      |
| ۱۹۹۸ | قفل، انبار و دو بشکه باروت | اولین کارگردانی فیلم سینمایی | کارگردان |           | فیلم‌نامه‌نویس |
| ۲۰۰۰ | قاپ‌زنی                     |                              | کارگردان |           | فیلم‌نامه‌نویس |
| ۲۰۰۱ | ستاره                      | فیلم کوتاه برای ب‌ام‌و         | کارگردان |           | فیلم‌نامه‌نویس |
| ۲۰۰۲ | شیفته                      | همکاری با مدونا              | کارگردان |           | فیلم‌نامه‌نویس |
| ۲۰۰۵ | هفت‌تیر                     |                              | کارگردان |           | فیلم‌نامه‌نویس |
| ۲۰۰۸ | راک‌ان‌رولا                  |                              | کارگردان | تهیه‌کننده | فیلم‌نامه‌نویس |
| ۲۰۰۹ | شرلوک هلمز                 |                              | کارگردان |           |              |
| ۲۰۱۱ | شرلوک هلمز: بازی سایه‌ها    |                              | کارگردان |           |              |
| ۲۰۱۵ | مردی از یو.ان.سی.ال.ای.    |                              | کارگردان | تهیه‌کننده | فیلم‌نامه‌نویس |
| ۲۰۱۷ | شاه آرتور: افسانه شمشیر    |                              | کارگردان | تهیه‌کننده | فیلم‌نامه‌نویس |
| ۲۰۱۹ | علاءالدین                  |                              | کارگردان |           | فیلم‌نامه‌نویس |
| ۲۰۲۰ | آقایان (جنتلمن‌ها)          |                              | کارگردان | تهیه‌کننده | فیلم‌نامه‌نویس |
| ۲۰۲۱ | خشم مردانه                 |                              | کارگردان |           | فیلم‌نامه‌نویس |
| ۲۰۲۲ | عملیات فورچون              |                              | کارگردان |           | فیلم‌نامه‌نویس |
| ۲۰۲۳ | پیمان                      |                              | کارگردان | تهیه‌کننده | فیلم‌نامه‌نویس |
| ۲۰۲۴ | سریال آقایان               | اسپین‌آف فیلم ۲۰۲۰            | کارگردان | تهیه‌کننده | فیلم‌نامه‌نویس |
| ۲۰۲۴ | وزارت جنگ ناجوانمردانه     |                              | کارگردان | تهیه‌کننده | فیلم‌نامه‌نویس |
| ۲۰۲۵ | در منطقه خاکستری           | پس‌تولید                      | کارگردان | تهیه‌کننده | فیلم‌نامه‌نویس |
| ۲۰۲۵ | چشمه جوانی                 | پس‌تولید                      | کارگردان | تهیه‌کننده |              |
| ۲۰۲۶ | همسر و سگ                  | فیلمبرداری                   | کارگردان | تهیه‌کننده | فیلمنامه‌نویس |

### تلویزیون
| سال   | عنوان           | کارگردان | تهیه‌کننده | نویسنده فیلمنامه | یاداشت                             |
| ----- | --------------- | -------- | --------- | ---------------- | ---------------------------------- |
| ۲۰۰۰  | قفل، سهام و ... | نه       | آری       | آری              |                                    |
| ۲۰۲۴  | آقایان          | آری      | آری       | آری              | کارگردانی ۲ قسمت و نویسندگی ۲ قسمت |
| ۲۰۲۵  | هم‌دست           | آری      | آری       | آری              | درحال ساخت                         |
| آینده | شرلوک جوان      | آری      | آری       | نه               | درحال ساخت                         |